# Poher
Poher ist eine Landschaft im Westen der Bretagne und im Osten des Départements Finistère, deren Name sich heute im (1996 gegründeten) Kommunalverband „Communauté de Communes du Poher“ wiederfindet. Ihm gehören die Gemeinden Carhaix-Plouguer, Cléden-Poher, Kergloff, Motreff, Plounévézel, Poullaouen und Saint-Hernin am Ostrand des Departements Finistère sowie Le Moustoir am Westrand des Départements Côtes-d’Armor an.
Im frühen Mittelalter war Poher eine Grafschaft mit der Hauptstadt Vorgium, heute Carhaix-Plouguer, und der Machtbereich einer mächtigen Grafenfamilie, später eine der Provinzen des Ancien Régime innerhalb der Bretagne.

## Grafen von Poher
- Konomor (6. Jahrhundert, legendär, aber mehrfach bei Gregor von Tours erwähnt)
- Rivallon (Rivallo) III., Graf von Poher, Vater des Herzogs Salomon von Bretagne
- Rivallon IV., Graf von Poher, Sohn des Herzogs Salomon
- Judicael, Graf von Poher, ab 876 Prätendent auf den Herzogstitel († 888) (Haus Rennes)
- Mahueldoc (Matuedo) I., Graf von Poher, Schwiegersohn des Herzogs Alain I. († 907) (Haus Cornouaille)
- Alain II. Barbetorte, dessen Sohn, Graf von Vannes, Poher und Nantes, Herzog von Bretagne († 952)
- Bernard, Vicomte de Poher (11. Jahrhundert)